# Jeronimus van Diest
Jeronimus van Diest (c. 1631 — 1675) foi um pintor neerlandês.